# Federazione di baseball e softball del Brunei
La Federazione bruneiana di baseball e softball (eng. Brunei Amateur Softball & Baseball Association) è un'organizzazione fondata per governare la pratica del baseball e del softball in Brunei.
Organizza il campionato maschile e di softball femminile, e pone sotto la propria egida la nazionale maschile e di softball femminile.